# 拉塞·许斯
拉塞·许斯（挪威語：Lasse Kjus，1971年1月14日—），挪威男子高山滑雪运动员。他曾代表挪威参加1992年、1994年、1998年、2002年和2006年冬季奥林匹克运动会高山滑雪比赛，获得一枚金牌、三枚银牌和一枚铜牌。